# دهناش
دهناش روستایی است در شهرستان کوهرنگ، بخش بازفت، استان چهارمحال و بختیاری.

## محمدآباد دهناش
این روستا به نام محمدآباد دهناش در نقشه‌های جغرافیایی شناخته می‌شود. نام محمدآباد برگرفته از نام مشهدی محمد ظاهری از تیره عبده وند موری از طوایف دورکی ایل بختیاری می‌باشد. مشهدی محمد ظاهری یکی از معروف‌ترین بزرگان و زمین داران منطقه بازفت و مالک روستای دهناش بود.

## قلعه دهناش
قلعه دهناش، تنها قلعه به جا مانده در شهرستان کوهرنگ است که یادگار معماری کوه‌نشینان بختیاری محسوب می‌شود. این بنای تاریخی در روستای دهناش به تاریخ ۱۳۳۴ هجری قمری ساخته شده‌است.
در بالای درب ورودی هشتی، کتیبه‌ای به شکل مستطیل قراردارد که در طرفین آن نقش گل حجاری گردیده و در وسط چهار سطر و بازوهای برجسته بین سطور آنها را از هم جدا می‌کند. سقف هشتی با سنگ‌تراش طاق زده شده و از طرفین به حیاط اصلی راه دارد. ایوانی به صورت راهرو در وسط قراردارد که در اتاقها از سه طرف به ایوان باز می‌شود. اتاقها ساده، دارای طاقچه‌های قوسی و بخاری دیواری ساده هستند. سه طرف حیاط قلعه را واحدهای غیرمسکونی نظیر طویله‌ها، اصطبل‌ها و انبارها احاطه نموده و طرف دیگر آن اتاق‌های مسکونی قراردارند. این بنا متعلق به مشهدی محمد ظاهری از تیره عبده وند موری بود و هم‌اکنون توسط بازماندگان وی نگهداری می‌شود.